# 강당로
강당로(Gangdang-ro)는 울산광역시 울주군 삼남읍 중심부를 연결하는 도로이다.

## 노선 경로
- 지내삼거리 - 반구대로 (국도 제35호선)
- 사거리 명칭 미상 - 자수정로, 신화리로
- 가천삼거리 - 반구대로 (국도 제35호선)

## 같이 보기
- 국도 제35호선